# Paweł Lewinson

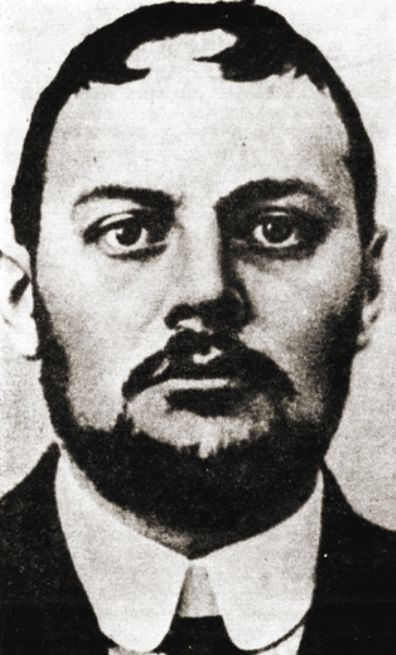
Paweł Lewinson (przed 1914)

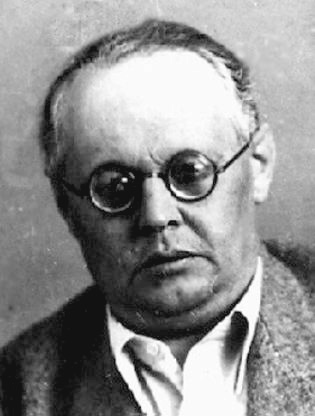
Paweł Lewinson-Łapiński po aresztowaniu przez NKWD 1937

Paweł Lewinson, ps. Andrzej Wolski, Stanisław Łapiński (ur. 3 maja 1879 roku w Płocku, zm. 10 września 1937 roku w Moskwie) – polski działacz socjalistyczny i komunistyczny, publicysta.

## Życiorys
Syn adwokata Ludwika Lewinsona. Po ukończeniu gimnazjum, w latach 1896-1901 studiował prawo na Uniwersytecie Warszawskim. Życiem politycznym zainteresował się już podczas odbywania studiów, działając m.in. w Kole Młodzieży Studenckiej organizacji o profilu socjalistycznym. W 1904 roku wstąpił do PPS, w której narastał wówczas kryzys ideowo-programowo-polityczny. Rychło został redaktorem Kuriera Codziennego, legalnego dziennika partii. Od 1906 roku działał w PPS-Lewicy, został wybrany do jej Centralnego Komitetu Robotniczego. Należał do czołowych teoretyków i współautorów programu tej partii. Rok później wyemigrował do USA, skąd nadsyłał liczne artykuły teoretyczne do prasy partyjnej.
Po nielegalnym powrocie do Warszawy, wszedł w skład redakcji Robotnika oraz uczestniczył w dyskusji ideologicznej prowadzonej na łamach Myśli Socjalistycznej i Biuletynu Przedzjazdowego. Pod pseudonimem Andrzej Wolski ogłosił wtedy jedną z podstawowych prac teoretycznych Ideologia Frakcji Rewolucyjnej w świetle jej literatury teoretycznej (1907). Jako jeden z przywódców PPS-Lewicy, nigdy nie negował konieczności odzyskania przez Polskę niepodległości. Uznawał jednak, że niezbędnym warunkiem ku temu będzie wybuch rewolucji w Rosji, Niemczech i Austrii. Kładł nacisk na wiązanie rozstrzygnięcia polskiej kwestii narodowej z walką proletariatu rosyjskiego. Poglądom swoim dał wyraz w artykule Uwagi o niepodległości w programie socjalistycznym (1907), który ogłosił wspólnie z Marianem Bieleckim. W tym okresie kontynuował aktywną działalność polityczną i publicystyczną. Dążył, bez powodzenia, do zjednoczenia własnej partii z SDKPiL oraz żydowskim Bundem.
W latach następnych wiele przebywał głównie w Szwajcarii, Austrii i Francji. Podczas I wojny światowej uczestnik międzynarodowych konferencji socjaldemokratycznych w Zimmerwaldzie (1915) i w Kienthalu (1916). W Paryżu zamieszczał na łamach pisma Nowyj Gołos i socjalistycznej prasy francuskiej artykuły dotyczące międzynarodowego ruchu robotniczego.
Po rewolucji lutowej i obaleniu caratu w 1917 powrócił do Rosji, wraz z Julijem Martowem. Był mienszewikiem-internacjonalistą. Początkowo redagował tam pismo Robotnik w Rosji, następnie pracował w radzieckiej służbie dyplomatycznej. Jednocześnie zajmował się pracą naukową. Wchodził też w skład redakcji Izwiestii. Był autorem kilku ważnych prac poświęconych międzynarodowym zagadnieniom ekonomicznym i politycznym m.in. Pakt Kalloga i pakt protiw Kelloga (Moskwa 1928), Demokratija w tupike, Anglija na kanune wyborow (Moskwa 1929), Wtoraja popytka stabilizacji kapitalizma (Moskwa 1931), Krizis, vodka, wybory. K prezientskim wyborom w SASS (Moskwa 1932). W latach trzydziestych przebywał z misjami dyplomatycznymi w Paryżu, Londynie, Waszyngtonie i Madrycie. Z zagranicy nadsyłał korespondencję do Prawdy i Izwiestii.
W okresie "wielkiej czystki" 9 czerwca 1937 aresztowany przez NKWD. 10 września 1937 skazany na śmierć przez Kolegium Wojskowe Sądu Najwyższego ZSRR z zarzutu uczestnictwa w antysowieckiej organizacji terrorystycznej, stracony tego samego dnia. Ciało skremowano w krematorium na Cmentarzu Dońskim, prochy pochowano anonimowo (obecnie mogiła zbiorowa nr 1 na Nowym Cmentarzu Dońskim).
Został zrehabilitowany 17 czerwca 1956 postanowieniem Kolegium Wojskowego SN ZSRR.